# Dolmen de la Colle (Ampus)
Le dolmen de la Colle est situé à Ampus, dans le département du Var en France.

## Description
Le dolmen a été construit en calcaire dolomitique. Il a été érigé au centre d'un tumulus constitué de pierres et de terre dont la largeur est comprise entre 8 m et 10 m pour une hauteur maximale de 1 m.  La chambre sépulcrale, de forme presque carrée (2,50 m sur 2,70 m) est délimitée aux extrémités par une grande dalle de chevet et deux orthostates dressés comme piliers d'entrée. Les murs latéraux sont constitués de murs en pierres sèches. Initialement, l'édifice comportait un couloir, orienté au sud-ouest, désormais détruit, séparé de la chambre par une dalle de seuil et une petite marche.
Deux dalles retrouvées à proximité de l'entrée de la chambre pourraient correspondre à des fragments de la table de couverture ou à des montants latéraux du couloir.
L'édifice a été restauré en 1989 par Hélène Barge. 
Meissonnier fouilla le dolmen à la fin du XIXe siècle mais n'y «trouva que de rares débris d’ossements humains».